# 栃尾鉄道ホハ20形客車
栃尾鉄道ホハ20形客車（とちおてつどうホハ20がたきゃくしゃ）は、かつて日本の新潟県に存在した鉄道路線（軽便鉄道）での栃尾鉄道（→栃尾電鉄→越後交通栃尾線）で使用されていた客車である。この項目では、そのうち1両を改造して作られたモハ211形電車についても解説する。

## ホハ20形
第二次世界大戦後の電化から始まった近代化により利用客が増加した事に併せ、輸送力増強用として1950年7月に栃尾鉄道の自社工場で2両（20・21）が製造された客車。「カマボコ」とも称される深く丸い屋根を持ち、床面高さも760 mmと他の客車と比べ低かった。製造後は電車や電気機関車に牽引されていたが、1955年に21が運転台を設置した制御車に改造され、「クハ30」という車両番号への変更も実施された。しかし認可が下りなかった事から「クハ101」→「ホハ30」と2度の形式変更を経た後、1957年に実施された改造により電動車のモハ211となった。残ったホハ20については以降も原形のまま使用され、1972年に廃車された。

## モハ211形
1957年4月に、ホハ30（旧：ホハ21）に対して新造と同様の大改造を施す形で作られた電動車。台枠を延長する事で全長は13,600 mm、窓4つ分延長され、特徴的な丸屋根も幕板部分の幅を拡張し、浅く平べったい屋根に変わっている。両端に運転台を有する両運転台車で、前面中央には客車時代の物をそのまま活かした貫通扉があった。制御装置には、速度制御用の回線を独自に設けスムーズな加減速を可能とした間接制御方式（HL制御方式）が栃尾鉄道改め栃尾電鉄の車両で初めて採用され、以降導入・改造される電動車の標準仕様となった。台車についても江ノ島鎌倉観光100形電車（115）で用いられていた都電D4形台車を狭軌（762 mm）への対応などの改造を施した上で導入し、駆動方式は神鋼電機が開発した垂直カルダン駆動方式が用いられた。
1960年に栃尾電鉄が近隣の公共交通事業者と合併し越後交通栃尾線になった後、1966年から本格的な運用が開始された総括制御への対応工事も検討されていたが最後まで実現することはなく、路線の大部分が廃止となった1973年に他の総括制御未対応車両と共に廃車された。